# Mallosia interrupta capulcu
Mallosia interrupta capulcu es una subespecie de escarabajo longicornio del género Mallosia, tribu Phytoeciini, subfamilia Lamiinae. Fue descrita científicamente por Koçak & Kemal en 2013.

## Descripción
Mide 17-33 milímetros de longitud.

## Distribución
Se distribuye por Turquía.